# Galleria Vittorio Emanuele II
A Galleria Vittorio Emanuele II egy latin kereszt alaprajzú passzázs Milánóban. Összeköti a város főterét a Piazza del Duomót a Piazza della Scalával. Milánó szalonjának is nevezik elegáns üzleteinek (Gucci, Prada, Louis Vuitton) köszönhetően. A hosszabbik ága 195 m, a rövidebbik 105 m. A központi, nyolcszögletű kupola magassága 50 m. 1865–1877 között épült Giuseppe Mengoni tervei szerint historizáló reneszánsz stílusban. Mengoni 1877-ben a passzázs építésekor vesztette életét: lezuhant az állványzatról. A passzázst két nappal később szeptember 15-én II. Viktor Emánuel olasz király avatta fel.
A londoni Burlington Arcade mintájára épült meg, azonban méreteit tekintve messzemenően nagyobb. Mintájára épült fel a nápolyi Galleria Umberto. Ez volt az első passzázs, amelynek teteje acélszerkezet által tartott üvegből készült. A passzázshoz közvetlenül csatlakozik Milánó leghíresebb luxusszállodája, a Town House Galleria.